# Nososticta erythrura
Nososticta erythrura är en trollsländeart. Nososticta erythrura ingår i släktet Nososticta och familjen Protoneuridae. IUCN kategoriserar arten globalt som livskraftig.

## Underarter
Arten delas in i följande underarter:
- N. e. efasciata
- N. e. erythrura